# Tranzitul lui Venus din 2012

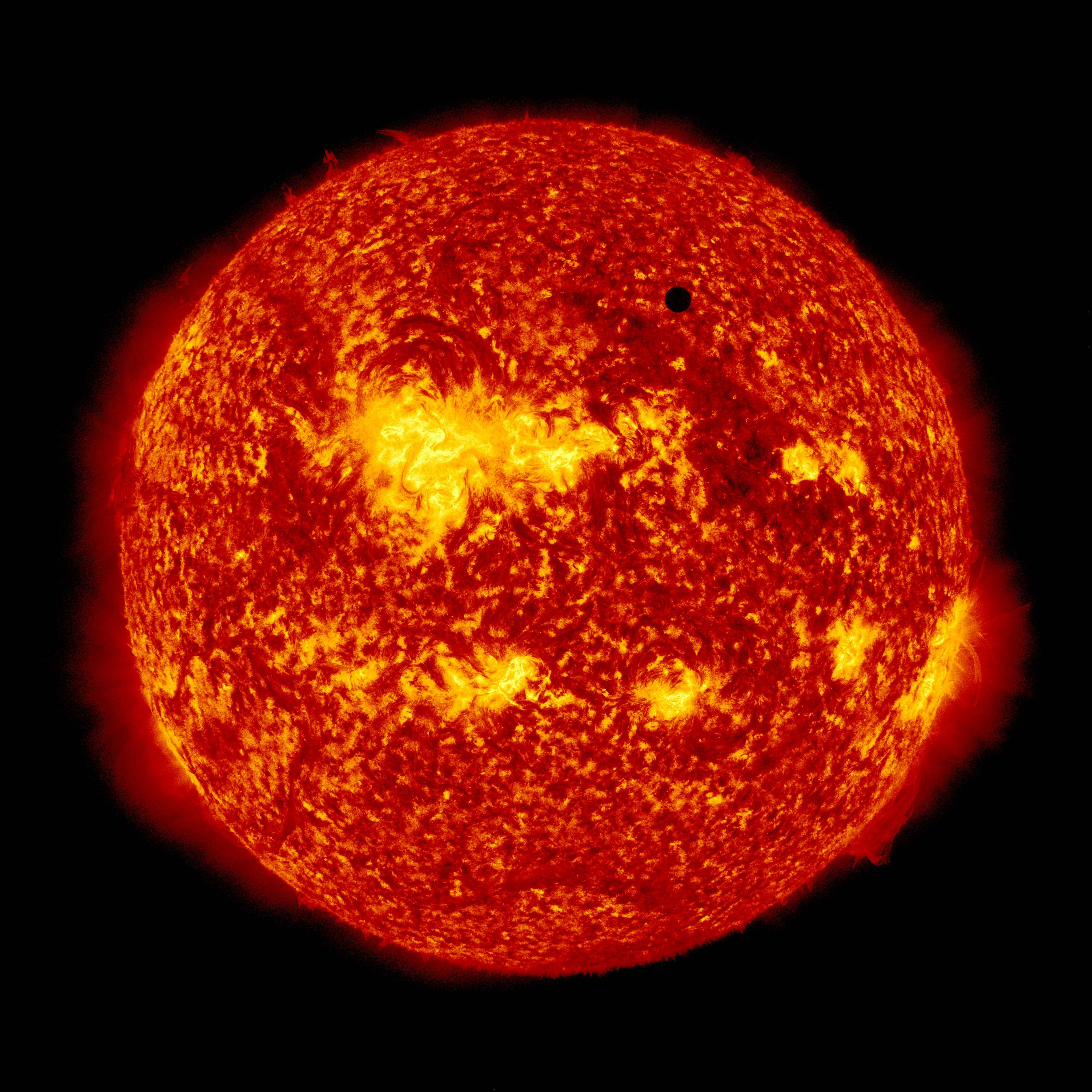
Imagine a tranzitului din 2012 luată de NASA.

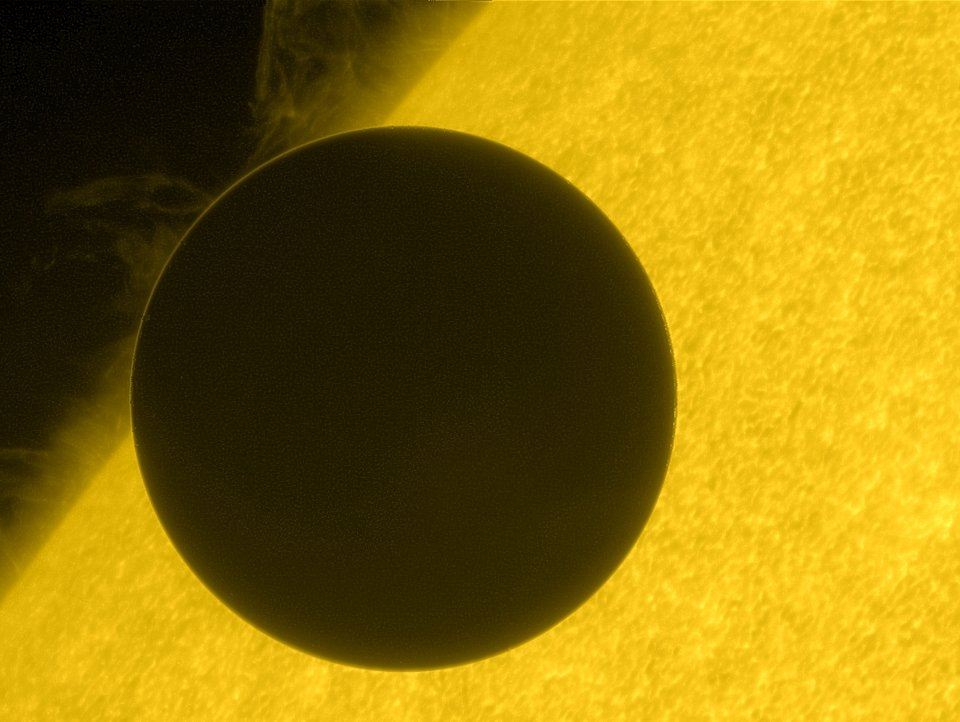
Imagine a tranzitului realizată de satelitul Hinode.

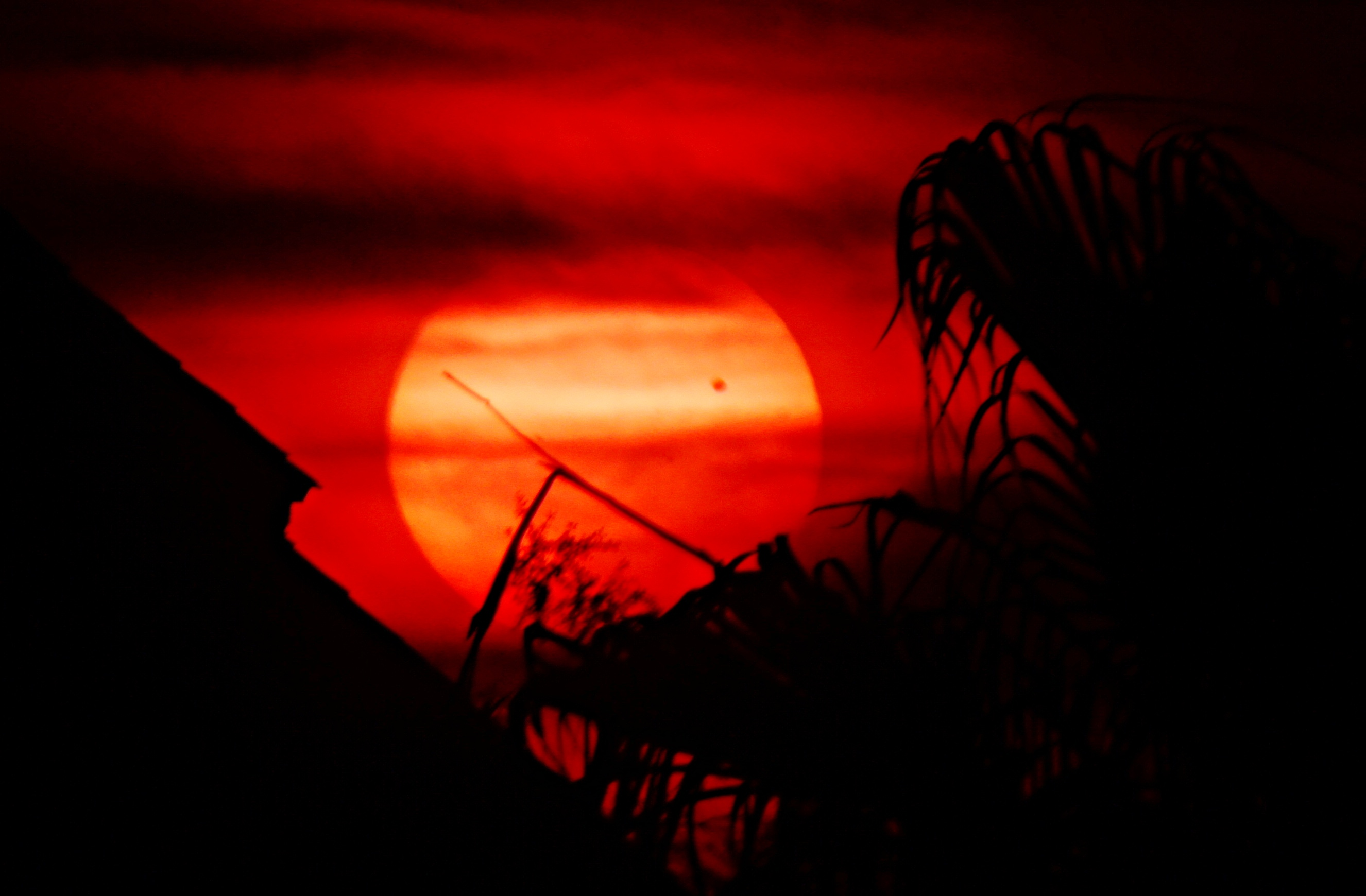
Fotografie a tranzitului luată la apusul Soarelui, la Tiki Island, în Texas, Statele Unite ale Americii.

Tranzitul lui Venus din  2012 a avut loc în zilele de 5 și 6 iunie. A fost ultimul tranzit al lui Venus din secolul al XXI-lea și al doilea tranzit din ciclul scurt de opt ani, după cel din 8 iunie 2004. Tranzitul din 2004 a fost larg vizibil în Europa și dăduse loc unor numeroase manifestări publice și animații în școli. În 2012, observatorii din Asia de Sud-Est și din zona Pacificului au fost, de data aceasta, mai favorizați și au putut să se bucure de acest spectacol astronomic foarte rar.
Perechea tranzitelor din 2004 și 2012 au urmat celor două pasaje separate de opt ani, din 9 decembrie 1874 și 6 decembrie 1882, și va fi urmată de tranziturile din 11 decembrie 2117 și din 8 decembrie 2125.  Pasajele echivalente perechii din 2004-2012 se vor produce la 11 iunie 2247 și 9 iunie 2255, adică după un interval de 243 de ani.
S-a produs în urmă cu 12 ani, 292 zile.

## Orarul tranzitului
Pentru un observator care s-ar fi situat în centrul Pământului (fenomen geocentric) momentele contactelor și mijlocul pasajului sunt date în tabelul de mai jos. Momentele sunt date în Timp Universal  (TU sau UT), cu o diferență prevăzută de 66,6 secunde între Timpul Dinamic Uniform și Timpul Universal. În momentul celei mai scurte distanțe între Venus și Soare, separația este de 554".4, iar raza solară de 945".7
| Fază                | Oră (TU) | Unghi de poziție (grade) |
| ------------------- | -------- | ------------------------ |
| Primul contact      | 22:09:42 | 40,7                     |
| Al doilea contact   | 22:27:30 | 38,2                     |
| Maximum             | 01:29:37 | 345,4                    |
| Al treilea contact  | 04:31:44 | 292.7                    |
| Al patrulea contact | 04:49:32 | 290,2                    |

## Zonă de vizibilitate

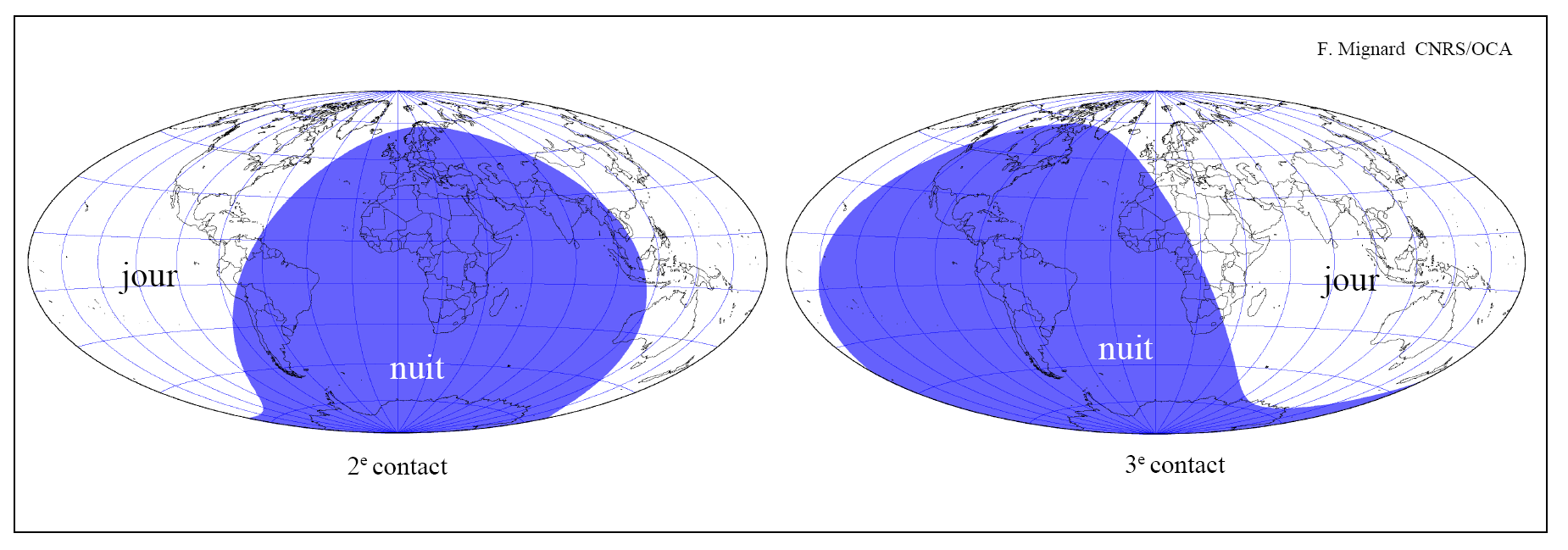
Locuri unde Soarele e răsărit (respectiv apus), la intrarea (respectiv ieșirea) lui Venus de pe discul solar la pasajul din iunie 2012.

Pasajul unei planete prin fața Soarelui este vizibil dintr-un loc dat de pe suprafața Pământului, pur și simplu, dacă Soarele este răsărit în momentul fenomenului. Cum pasajul total între intrarea lui Venus pe discul Soarelui și ieșirea sa se întinde pe aproape 6 ore, există locuri unde trecerea este vizibilă în întregime, altele unde doar intrarea sau ieșirea este vizibilelă și, în sfârșit, locuri unde domnește noaptea în timpul întregului fenomen. Combinând cele două hărți care dau vizibilitatea contactelor, se obține harta generală a vizibilității totale sau parțiale a pasajului.

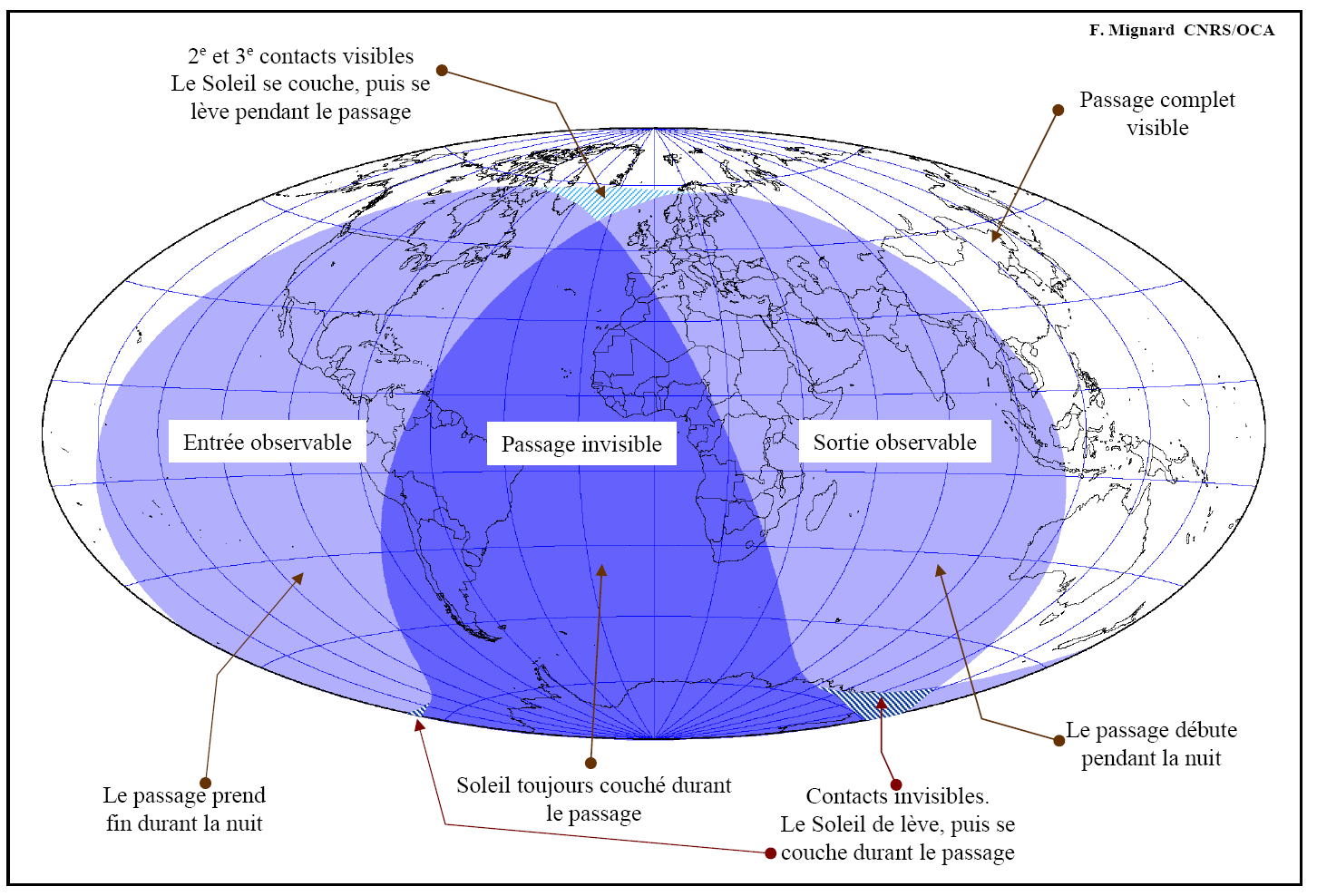
Hartă care dă zonele de vizibilitate ale pasajului.

Tranzitul a fost vizibil în totalitate din Oceanul Pacific. America de Nord nu a oferit decât posibilitatea de vedere a începutului tranzitului, în timp ce Asia de Sud, Orientul Mijlociu și majoritatea Europei nu au asistat decât la sfârșitul tranzitului, chiar imediat după răsăritul Soarelui. Acest tranzit nu a fost vizibil din cea mai mare parte a Americii de Sud sau a Africii de Vest.
Atenție! Nu trebuie să se încerce să se observe suprafața Soarelui cu ochiul liber și nici măcar cu binoclul sau o lunetă astronomică. Leziunile suferite de retină sunt instantanee și ireversibile. Instrumentele astronomice trebuie să fie prevăzute cu filtre speciale antisolare sau, de preferință, să se proiecteze fenomenul, cu ajutorul unui instrument optic pe un ecran.

## Traiectoria

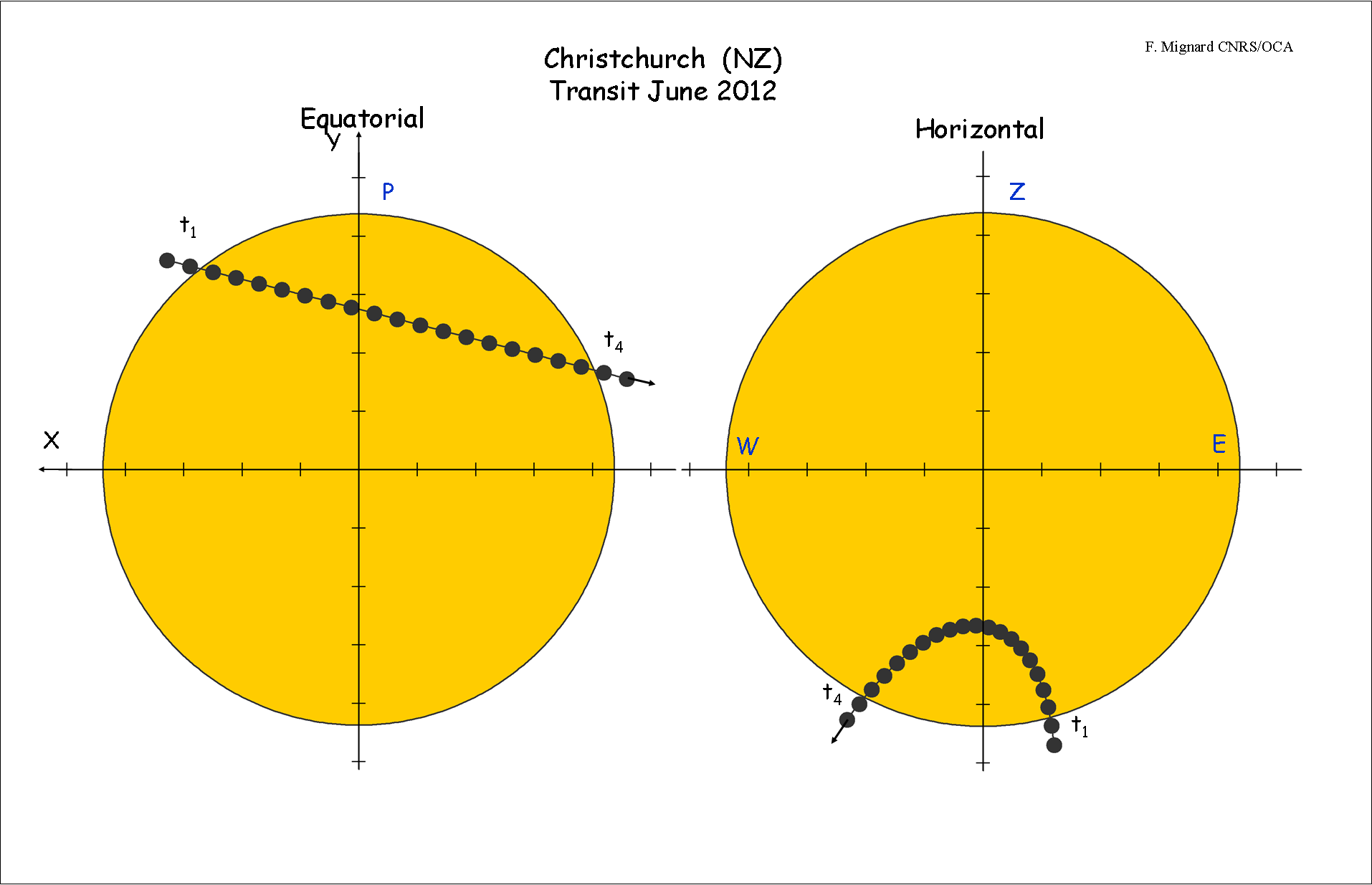
Traiectoria lui Venus peste discul Soarelui văzută de un observator din Noua Zeelandă, în coordonate ecuatoriale (stânga) sau orizontale (dreapta).

Traiectoria aparentă a lui Venus peste discul Soarelui, văzută de un observator, depinde de localizarea pe Terra și de reperul la care se referă pentru măsurarea poziției. Diagrama traseului lui Venus arată traiectoria lui Venus într-un sistem de axe ale căror direcții sunt fixe în raport cu stelele. În acest sistem, denumit sistem ecuatorial, axa coordonatelor este îndreptată spre polul nord ceresc, în timp ce axa absciselor este paralelă cu ecuatorul. Acest sistem de exe nu exte direct accesibil în timpul unei observații care durează o zi, cel puțin dacă nu ai o montură astronomică specializată. Un observator ocazional raportează, firește, ceea ce vede pe cer într-un sistem de coordonate (sistem orizontal) în care axa ordonatelor este în direcția verticalei locului. Axa absciselor este atunci paralelă cu planul orizontal.
Pe figura alăturată a fost reprezentat pasajul din iunie 2012, pentru un observator situat la Christchurch, în Noua Zeelandă, în sistemul ecuatorial, pe figura din stânga, și în sistemul orizontal, la dreapta. Primul sistem este  fix în orientarea pe planul cerului, chiar dacă centrul se deplasează cu Soarele. Al doilea sistem se află în rotație în raport cu sistemul ecuatorial, iar traiectoria aparentă (ceea ce s-ar vedea cu un teodolit, de exemplu) este mai complicată și dificil de prevăzut fără calcule detaliate. În cazul de față, observatorul se află în emisfera sudică și, în timpul pasajului, trebuie să privească spre Nord. Direcția verticalei este foarte îndepărtată de aceea a Stelei Polare. Polul nord ceresc se află sub picioarele observatorului: de aceea traiectoria lui Venus apare în partea de jos a Soarelui. Venus se deplasează cam de la Est spre Vest, pe discul Soarelui, adică în emisfera sudică aproape de la dreapta la sânga.